# 32584 Michaelcollins
32584 Michaelcollins este o planetă minoră (asteroid), cu un diametru de 3,033 km, din centura de asteroizi. A fost descoperită pe 18 august 2001 la Stația Anderson Mesa de Lowell Observatory Near-Earth-Object Search. 
Obiectul prezintă o orbită caracterizată de o semiaxă mare de 2,6575703 UAi, o excentricitate de 0,07, o înclinație de 21,36166 ° în raport cu ecliptica.